# Lijst van onroerend erfgoed in Antwerpen/Kiel
Een overzicht van het onroerend erfgoed in de wijk Kiel in de gemeente Antwerpen. Het onroerend erfgoed maakt deel uit van het cultureel erfgoed in België.
| Object                                                                             | Erfgoedstatus? | Bouwjaar of architect | Deelgemeente | Adres                                          | Coördinaten                   | Nummer? | Afbeelding                                                                         |
| ---------------------------------------------------------------------------------- | -------------- | --------------------- | ------------ | ---------------------------------------------- | ----------------------------- | ------- | ---------------------------------------------------------------------------------- |
| Oranjerie-Feestzaal Kielpark                                                       |                |                       | Antwerpen    | Sint-Bernardsesteenweg 113                     | 51° 11' 26" NB, 4° 22' 48" OL | 7541    | Oranjerie-Feestzaal Kielpark                                                       |
| Houten servitudewoning                                                             |                |                       | Antwerpen    | Sint-Bernardsesteenweg 230                     | 51° 11' 35" NB, 4° 22' 49" OL | 7542    | Houten servitudewoning                                                             |
| Parochiekerk Sint-Catharina                                                        |                |                       | Antwerpen    | Sint-Catharinaplein                            | 51° 11' 35" NB, 4° 22' 46" OL | 7543    | Parochiekerk Sint-Catharina                                                        |
| Stedelijke Schietbaan                                                              |                |                       | Antwerpen    | Sint-Bernardsesteenweg 312-320, 320B           | 51° 11' 26" NB, 4° 22' 41" OL | 7545    | Stedelijke Schietbaan                                                              |
| Pastorie van de Sint-Catharinaparochie                                             |                |                       | Antwerpen    | Sint-Catharinaplein 1                          | 51° 11' 35" NB, 4° 22' 48" OL | 7547    | Pastorie van de Sint-Catharinaparochie                                             |
| Prelaathof, heden klooster van de zusters annonciaden                              |                |                       | Antwerpen    | Wittestraat 116                                | 51° 11' 16" NB, 4° 22' 59" OL | 7757    | Prelaathof, heden klooster van de zusters annonciaden                              |
| Lot XI - Bedrijfsgebouwen van de Belgian Benzine Company                           | Monument       |                       | Antwerpen    | D'Herbouvillekaai 100, z.nr., Lakweg, Naftaweg | 51° 11' 52" NB, 4° 21' 18" OL | 201193  | Lot XI - Bedrijfsgebouwen van de Belgian Benzine Company                           |
| Wachthuis brandweer                                                                |                |                       | Antwerpen    | D'Herbouvillekaai 36                           |                               | 212390  | Wachthuis brandweer                                                                |
| Draaitorenkraan                                                                    |                |                       | Antwerpen    | D'Herbouvillekaai                              |                               | 212392  | Draaitorenkraan                                                                    |
| Afdak 4 langs de d'Herbouvillekaai                                                 |                |                       | Antwerpen    | D'Herbouvillekaai                              |                               | 212399  | Upload foto                                                                        |
| Petroleumpier                                                                      | Monument       |                       | Antwerpen    | Petroleumkaai                                  |                               | 213448  | Petroleumpier                                                                      |
| Lot A – Bedrijfsgebouwen van de Société pour l'Importation des Huiles de Graissage |                |                       | Antwerpen    | Petroleumkaai 7                                |                               | 213449  | Lot A – Bedrijfsgebouwen van de Société pour l'Importation des Huiles de Graissage |
| Houten aanlegsteiger                                                               |                |                       | Antwerpen    | Petroleumkaai                                  |                               | 213450  | Houten aanlegsteiger                                                               |
| Vlottende petroleumpier                                                            |                |                       | Antwerpen    | Petroleumkaai                                  |                               | 213451  | Vlottende petroleumpier                                                            |
| Lot D - Bedrijfsgebouwen Redeventza en Transport en Handel Maatschappij            |                |                       | Antwerpen    | Benzineweg 11                                  |                               | 213455  | Lot D - Bedrijfsgebouwen Redeventza en Transport en Handel Maatschappij            |
| Ketelhuis en schoorsteen                                                           |                |                       | Antwerpen    | Benzineweg                                     |                               | 213457  | Ketelhuis en schoorsteen                                                           |
| Bovengrondse pijpleidingen                                                         | Monument       |                       | Antwerpen    | Lakweg, Mazoutweg, Naftaweg, Petroleumkaai     |                               | 213459  | Bovengrondse pijpleidingen                                                         |
| Werkplaats American Petroleum Company                                              |                |                       | Antwerpen    | Olieweg 8                                      |                               | 213460  | Werkplaats American Petroleum Company                                              |
| Lot I – Bedrijfsgebouwen American Petroleum Company                                | Monument       |                       | Antwerpen    | Naftaweg 21                                    |                               | 213464  | Lot I – Bedrijfsgebouwen American Petroleum Company                                |
| Magazijn voor toldienst                                                            |                |                       | Antwerpen    | D'Herbouvillekaai 43                           |                               | 213469  | Magazijn voor toldienst                                                            |
| Schoorsteen en torentje tussen spoorwegbundels                                     |                |                       | Antwerpen    | D'Herbouvillekaai                              |                               | 213470  | Schoorsteen en torentje tussen spoorwegbundels                                     |
| Loods ATAB                                                                         |                |                       | Antwerpen    | D'Herbouvillekaai 80                           |                               | 213472  | Loods ATAB                                                                         |
| Lot C – Loodsen en complex met schoorsteen                                         |                |                       | Antwerpen    | D'Herbouvillekaai 103                          |                               | 213474  | Lot C – Loodsen en complex met schoorsteen                                         |
| Lot IX: Bedrijfsgebouwen van L'Alliance                                            |                |                       | Antwerpen    | Lakweg 16, 20                                  |                               | 213477  | Lot IX: Bedrijfsgebouwen van L'Alliance                                            |
| Werkplaats en tanks van de Bedford Petroleum Company                               |                |                       | Antwerpen    | D'Herbouvillekaai 94,                          |                               | 213479  | Werkplaats en tanks van de Bedford Petroleum Company                               |
| Werkplaats Vacuum Oil Company                                                      |                |                       | Antwerpen    | D'Herbouvillekaai 90                           |                               | 213642  | Werkplaats Vacuum Oil Company                                                      |

## Bouwkundige gehelen
| Object           | Erfgoedstatus? | Bouwjaar of architect | Deelgemeente | Adres | Coördinaten | Nummer? | Afbeelding       |
| ---------------- | -------------- | --------------------- | ------------ | --- | ----------- | ------- | ---------------- |
| Wooneenheid Kiel |                |                       | Antwerpen    | Aloïs De Laetstraat 2-8 en 12 Emiel Vloorsstraat 11 Evert Larockstraat 1 Frans Hensstraat 2 en 44 Maurits Sabbelaan 54 |             | 126553  | Wooneenheid Kiel |

District Antwerpen: Antwerpen-Noord · Brederode · Centraal Station · Dam · Eilandje · Haringrode · Harmonie · Havengebied · Historisch Centrum (Oude Stad · Hoogstraat · Groenplaats) · Kiel · Linkeroever · Luchtbal-Rozemaai-Schoonbroek · Markgrave · Meirwijk · Middelheim · Schipperskwartier · Sint-Andries · Stadspark · Tentoonstellingswijk · Theaterbuurt · Universiteitsbuurt · Zuid · Zurenborg

Overige districten: Berchem · Berendrecht-Zandvliet-Lillo · Borgerhout · Deurne · Ekeren · Hoboken · Merksem · Wilrijk

Onroerend erfgoed in de provincie Antwerpen